# Villa Mosconi Bertani

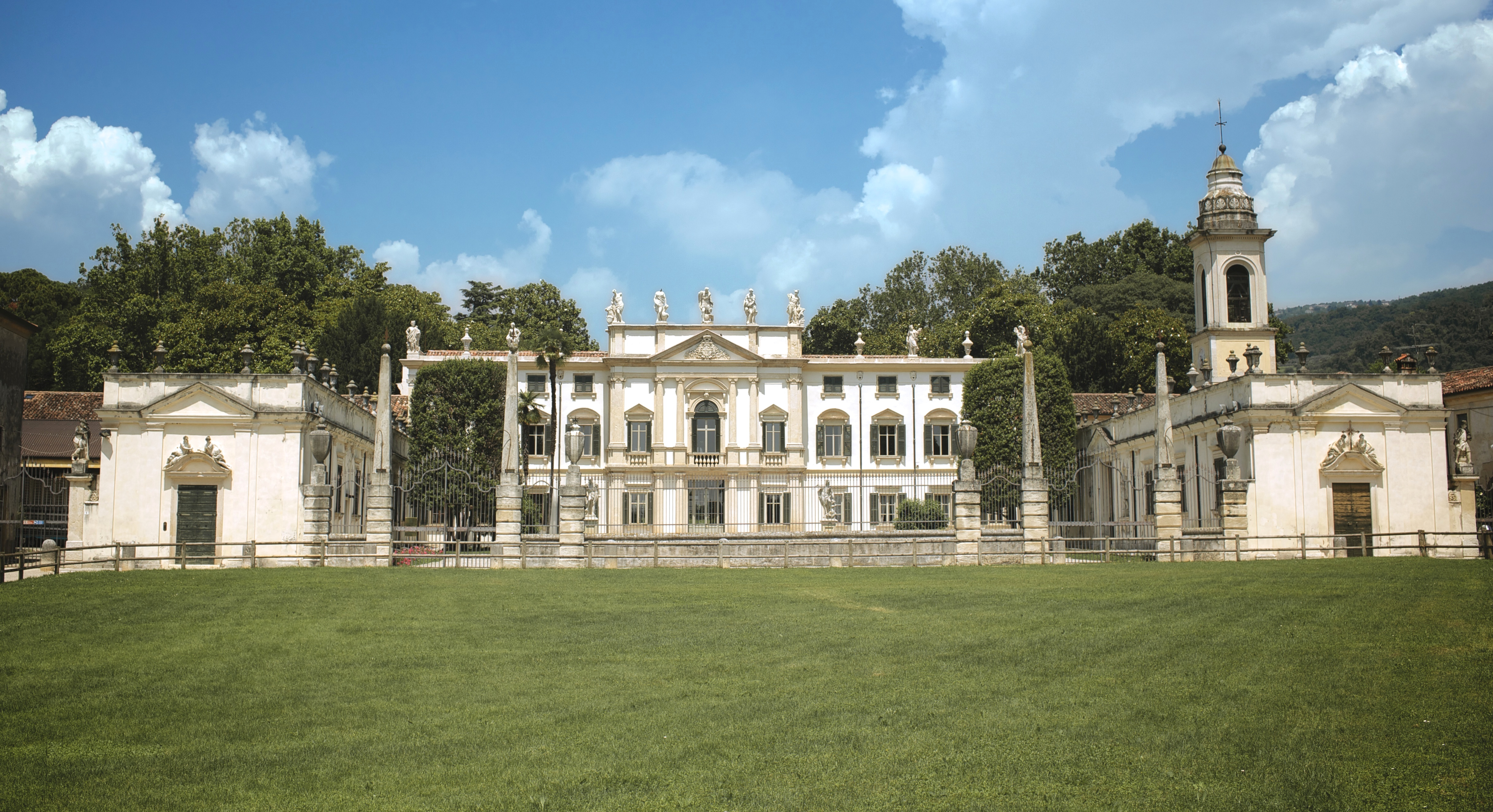
Villa Mosconi Bertani

Die Villa Mosconi Bertani (auch bekannt als Villa Novare) ist eine klassizistische, venezianische Villa und Weinkellerei aus dem 18. Jahrhundert. Die Villa liegt in der Gemeinde Negrar di Valpolicella im Novare-Tal (Provinz Verona).
Villa und Weingut sind bekannt für ihre lange Geschichte der Produktion von Amarone Classico, einer Weinsorte aus dem Anbaugebiet Valpolicella. Heute ist es im Besitz von Bianca, Giovanni und Guglielmo Bertani und beherbergt das Weingut Tenuta Santa Maria von Gaetano Bertani. Das Anwesen entstand ursprünglich als Erweiterung eines Komplexes aus dem 16. Jahrhundert und besteht heute aus einer Sommerresidenz, einem monumentalen Keller, einem 22 Hektar großen Weinberg sowie weiterer Weinanbauflächen.
Die Villa Mosconi Bertani war zur Zeit der Romantik sowohl als wichtiger Treffpunkt für berühmte Dichter und Schriftsteller, als auch Entstehungsort der Weinsorte Amarone bekannt.
Ursprünglich war die Villa Produktionsstätte des Weines „Amarone della Cave. G. B. Bertani“. Seit 2012 werden hier die Reserveweine der Marke „Tenuta Santa Maria“ von der Familie Gaetano Bertani gekeltert. Villa, Park, Weingut und Weinberge sind für Führungen sowie für kulturelle und private Veranstaltungen geöffnet.

## Geschichte
Der Bau der Villa begann unter der Familie Fattori um 1735, auf Grundlage einer Weinkellerei aus dem 16. Jahrhundert. An gleicher Stelle hatte bereits eine antike Siedlung des etruskischen Arusnati-Stammes bestanden, welche auch unter den Römern fortlebte. Der unfertige Villenbau wurde im Jahr 1769 an die Familie Mosconi verkauft, unter welcher ein romantischer Park von acht Hektar im englischen Stil angeschlossen und der Komplex zu einem der damals größten Weingüter Norditaliens ausgebaut wurde.
Unter der Ägide der Mosconi war die Villa auch wichtiger literarischer Salon, welchen u. a. auch der Dichter und Gelehrte Ippolito Pindemonte frequentierte.
Die seit der ersten Hälfte des zwanzigsten Jahrhunderts verlassene Villa wurde Opfer von Vandalismus. Unter anderem wurden der Park und einige Räume in Mitleidenschaft gezogen.
Im Jahre 1953 wurde das Areal von der Familie Bertani gekauft, renoviert und zum repräsentativen Sitz des gleichnamigen Weinguts ausgebaut.
Seit 2012 befindet es sich im Besitz der Familie von Gaetano Bertani.

## Architektur
Der Komplex ist ein typisches Beispiel für Palladios Interpretation einer Villa Veneta. Sein Konzept sah eine Integration der weinwirtschaftlichen und herrschaftlichen Gebäudeteile in Form einer Art klassizistischen Tempels in der Mitte des Tales vor. Dieser sollte auch als zentraler Anziehungspunkt für die Gemeinschaft aus 35 Familien dienen, welche auf dem Anwesen wohnten.

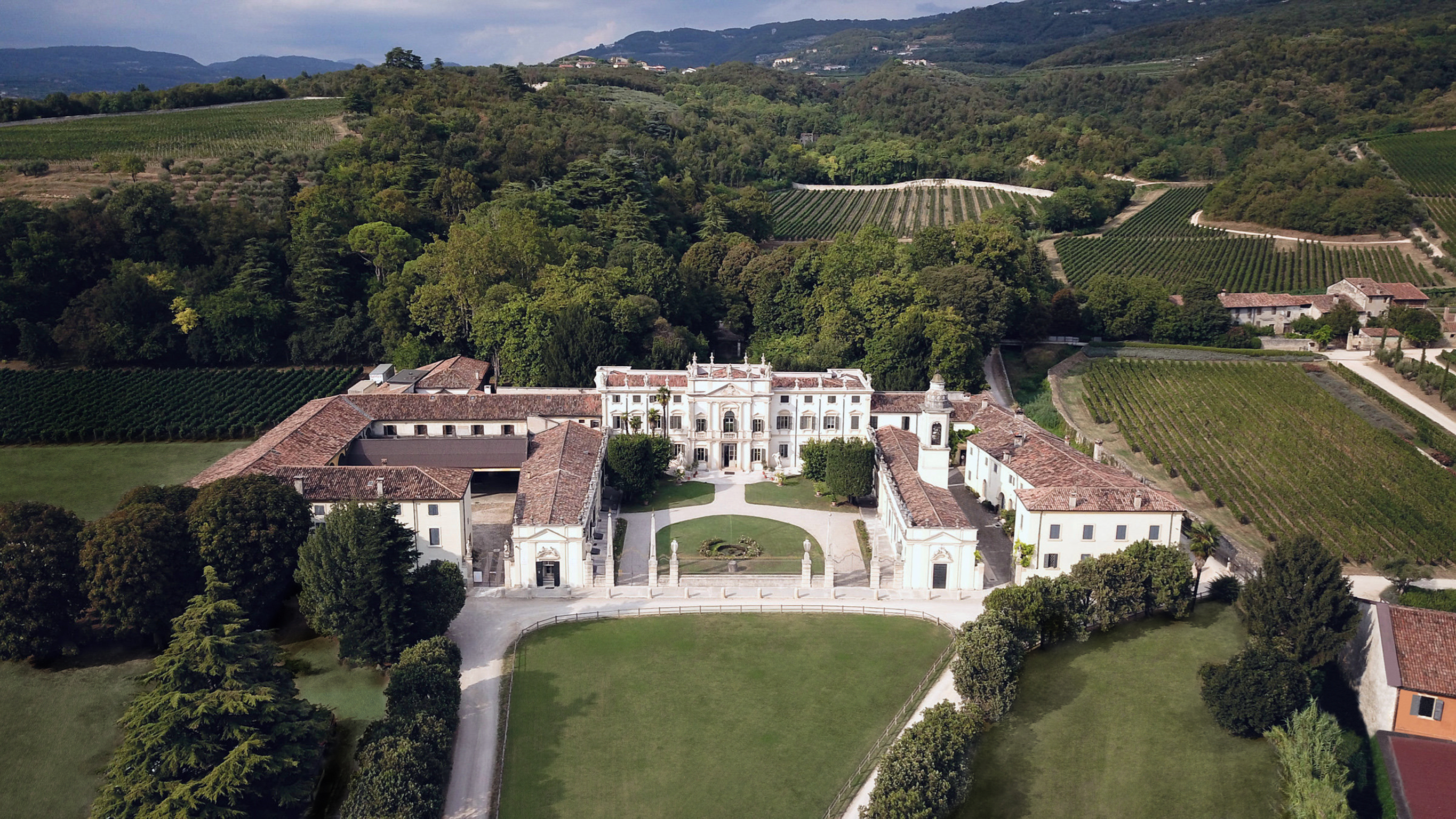
Villa Mosconi Bertani und Amarone-della-Valpolicella-Classico-Weinberge

Das Gebäude besteht aus einem Hauptteil mit zwei vorgelagerten, niedrigen Flügeln, die in zwei symmetrischen Fassaden enden. Über dem Ostflügel erhebt sich der Glockenturm der Kapelle San Gaetano, während auf beiden Seiten zwei Tore den Zugang zu Gebäuden und Kellern ermöglichen.
Der Zentralbau der Villa mit Kapelle und Weinkeller wurde in der ersten Hälfte des 18. Jahrhunderts vom Architekten Adriano Cristofali im Auftrag des ersten Gutsherrn, Giacomo Fattori, errichtet.
Die 1710 aufgenommenen Baumaßnahmen der Familie Fattori, zielten darauf ab, dem bestehenden Gebäude ein aristokratisches Gehabe zu verleihen, da die Familie den Grafentitel erhalten hatte.
Das Projekt wurde zunächst dem Architekten Lodovico Perini anvertraut, der jedoch vor Beginn der Arbeiten starb. Sein Nachfolger Cristofoli überarbeitete den Zentralkörper und die beiden rechtwinkligen Flügel klassizistisch. Im gleichen Zuge schuf er den vorgelagerten Garten und erreichte ferner, den Blick auf die Nebengebäude zu verbergen. Der dem Müßiggang gewidmete Bereich, wurde so vom wenig repräsentativen, landwirtschaftlichen Bereich getrennt.
Das Hauptgebäude besitzt drei Stockwerke und folgt einem architektonischen Rahmen, der durch eine doppelte Ordnung gekennzeichnet ist: toskanisch im Erdgeschoss und ionisch im Obergeschoss. Die Hauptfassade endet in einem Tympanon, auf dem sich fünf Statuen mythologischer Gottheiten, sowie das Wappen der Familie Trezza befinden. Die Statuen im Garten werden dem Bildhauer Lorenzo Muttoni zugeschrieben.

## Fresken

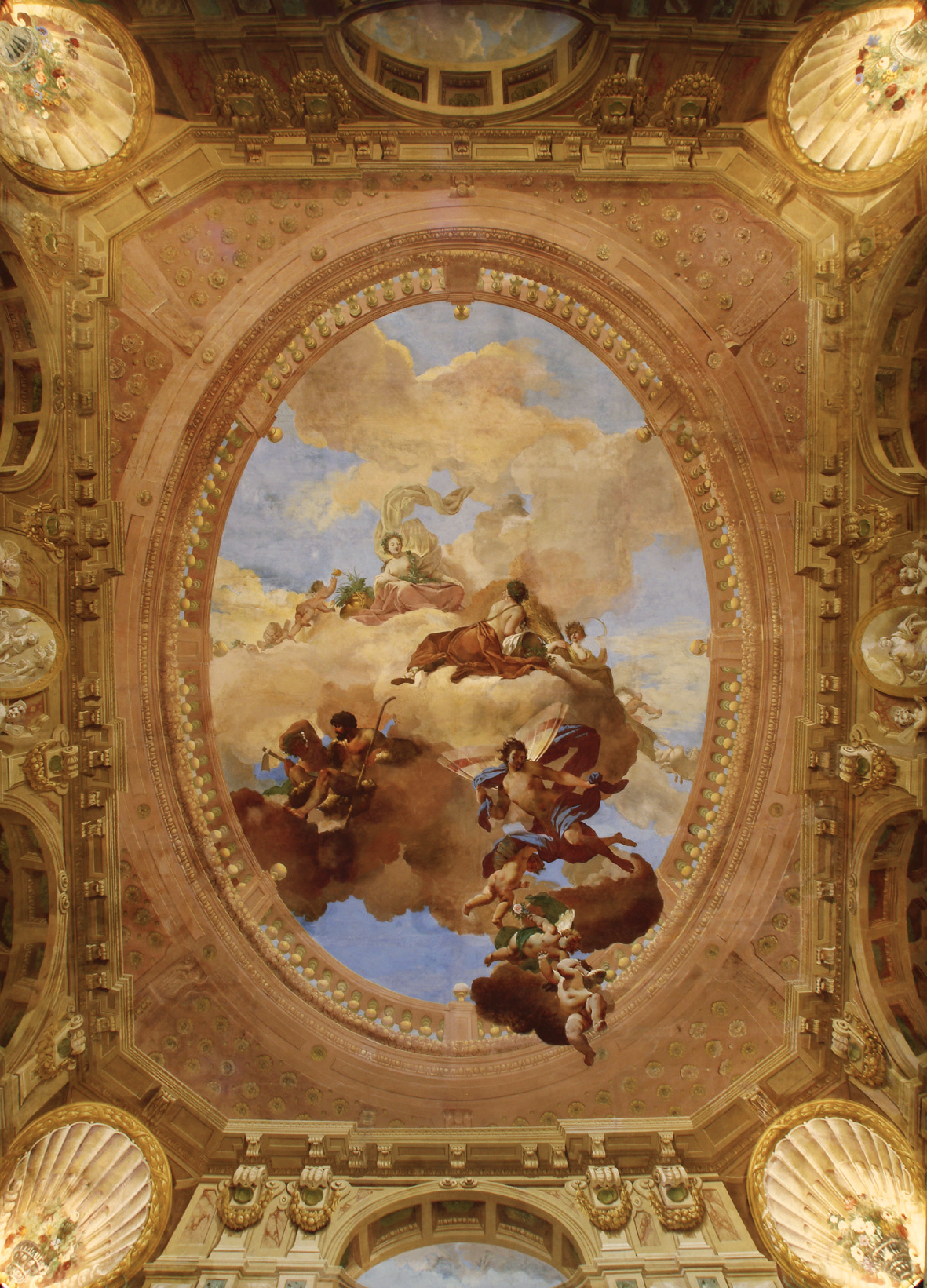
Salone-Delle-Muse-Fresken

Der mit Fresken geschmückte Saal der Musen, in dem auch die beiden Wappen der Familie Mosconi zu sehen sind, umfasst die Höhe aller drei Stockwerke der Villa. Der Raum wird durch eine Balustrade aus lackiertem Holz in zwei horizontale und sich überlappende Abschnitte geteilt.

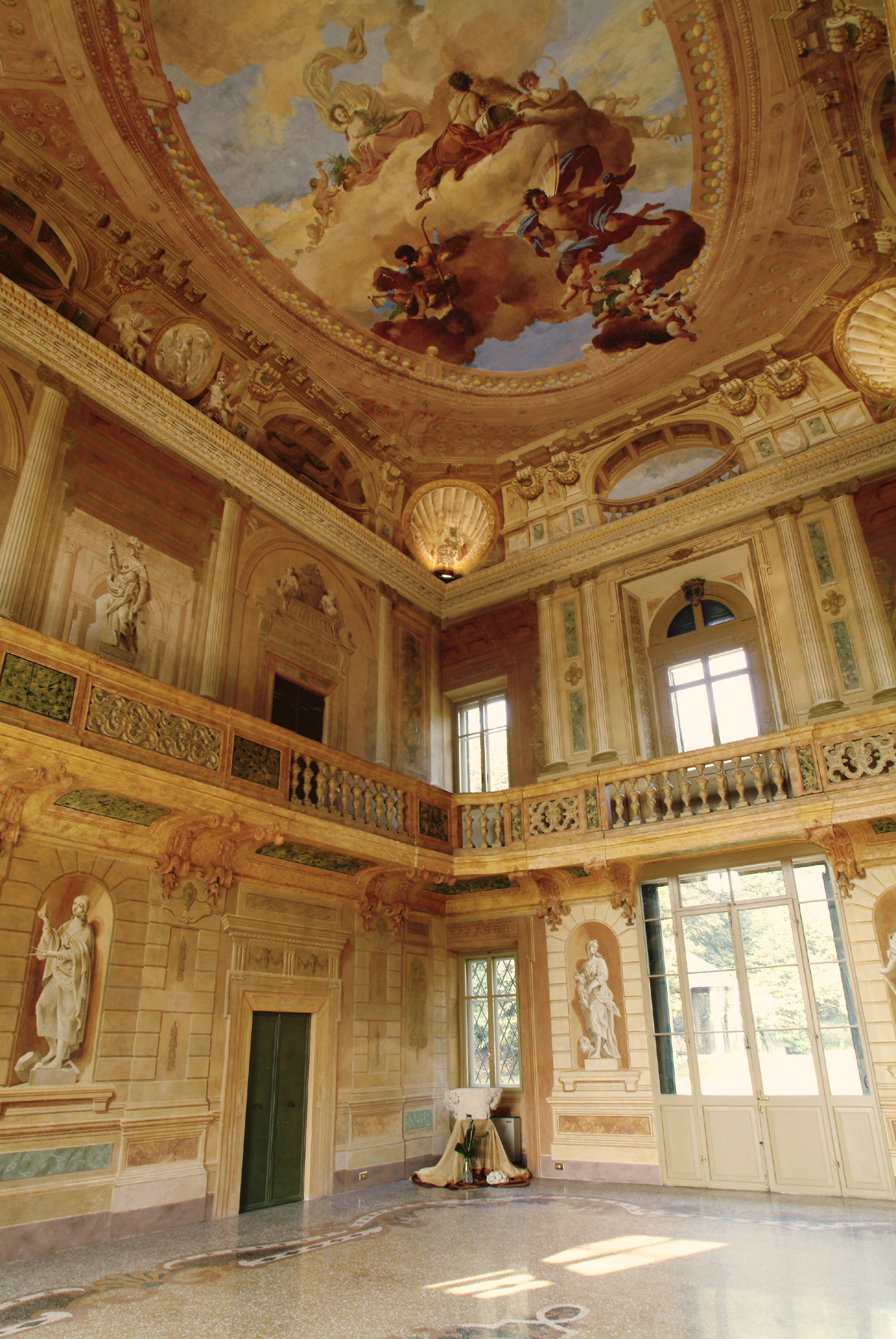
Salone-Delle-Muse-Fresken

Im unteren Teil dominiert die Verwendung gemalter Quadersteine. Die ebenfalls gemalten Nischen enthalten monochrome Statuen, die die Musen der Kunst darstellen: Architektur, Skulptur, Malerei, Geometrie, Astronomie und Musik.
Die im oberen Abschnitt platzierten Trompe-l’œil-Fresken verleihen dem Ensemble eine perspektivische Richtung. Die monochromen Seitenbilder stellen Symbolstatuen für Reichhaltigkeit und Gerechtigkeit dar, während die über den Türen gemalten Satyren an die vier Jahreszeiten erinnern.
Die vier Jahreszeiten und damit der Lauf der Zeit sind mit klarem Bezug auf einen landwirtschaftlichen Kontext, das Hauptthema des Deckenfreskos. In der Mitte, zwischen bunten Blumen sitzend, sticht die Flora hervor, links vom Boden befinden sich Frühling und Sommer, gemalt in warmen und brillanten Tönen. Auf der gegenüberliegenden Seite sind in klarem Farbkontrast Herbst und Winter als dunkle Sturmwolken dargestellt. Außerdem zeigt das Fresko einen in der Luft schwebenden Zephyr, gefolgt von festlichen Engeln. Im Hintergrund ist Apollon auf seinem Wagen abgebildet.
Als Freskenmaler sind in Verona ansässige Künstler aus der Emilia-Romagna nachgewiesen. Der dekorative Zyklus der beiden horizontalen Freskenabschnitte wird dem Quadraturmaler Prospero Pesce aus der Schule von Filippo Maccari zugeschrieben, während das zentrale Deckenfresko vermutlich von Giuseppe Valliani, bekannt als „il Pistoiese“ stammt.

## Garten und Parkanlagen

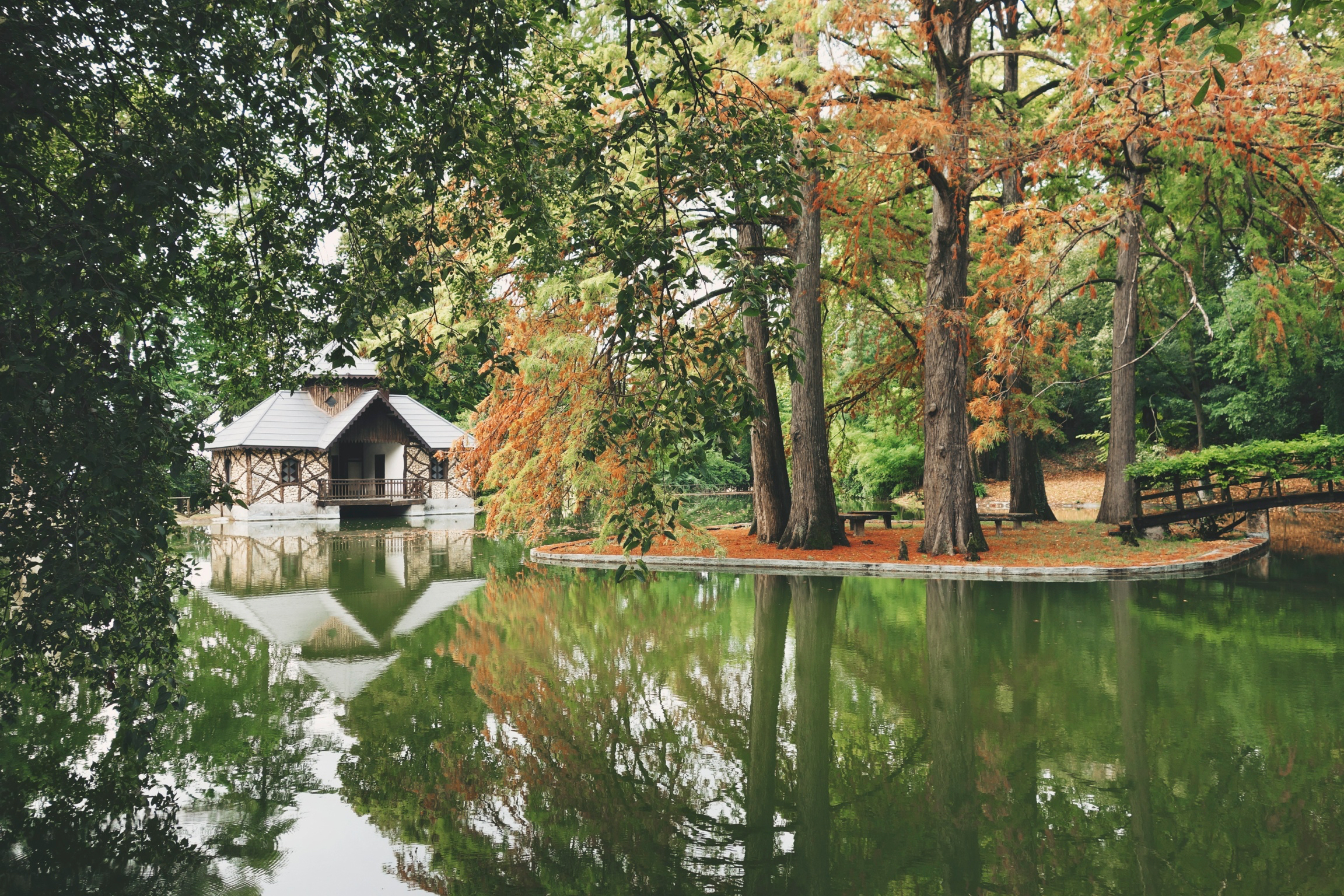
Romantischer Park im englischen Stil in Villa Mosconi Bertani

Ende des 18. Jahrhunderts begannen sich, ganz in der Mode der einsetzenden Romantik, auch in Verona Landschaftsgärten im Englischen Stil durchzusetzen, welche die überwiegend grün und regelmäßig gehaltenen italienischen Gärten ablösten. Im Zuge dessen, erschlossen die Brüder Giacomo und Guglielmo Mosconi das Land hinter der Villa und gestalteten es in einer Doppelfunktion als Garten und Wald um. Der kleine See, welcher von den Quellen des Anwesens gespeist wird, wurde angelegt. Auf einer Insel in seiner Mitte befindet sich ein hohes Taxodium, das durch eine Holzbrücke erreicht wird, sowie ein Kaffeehaus in nordeuropäischem Stil. Die Gestaltung des Parks wurde von Ippolito Pindemonte konzipiert, welcher die englischen Einflüsse 1792 in einem von der Akademie der Wissenschaften Paduas veröffentlichten Essay Dissertazione su i giardini inglesi illustrierte:

“Un giardino, scrive Bacone di Verulamio, è’il più puro de' nostri piaceri, e il ristoro maggiore de' nostri spiriti, e senza esso le fabbriche ed i palagi altro non sono, che rozze opere manuali: di fatto si vede sempre, che ove il secolo perviene al ripulimento ed all’eleganza, gli uomini si danno prima a fabbricare sontuosamente, e poi a disegnar giardini garbatamente, come se quest'arte fosse ciò che havvi di più perfetto. Così Bacone[1]. L’Italia, al risorgere delle lettere e delle belle arti, fu la prima a coltivare, come gli altri studj, quello ancora delle amenità villerecce: ma convien confessare, che ora molte nazioni nell’amore ci vincono e nella cura di queste tranquille, ed erudite delizie, e che l’Inghilterra è nelle medesime la maestra delle nazioni tutte. Non è così facile il dare un'idea veramente giusta ed esatta de' giardini Inglesi, perché quest'arte venne perfezionata di fresco, anzi si va tuttora perfezionando, non trovandosi forse giardino, che non abbia qualche difetto grave, il che non toglie, che se ne conoscan bene le regole, stante che sappiamo anche come debba farsi un poema, benché poema perfetto non sia mai stato fatto …”

Der Baumbestand besteht aus einheimischen Arten, mit Ausnahme der auf der Insel vorhandenen, exotischen Bäume, sowie Zedern aus dem Libanon. Im Jahr 1820 beschrieb „Il Persico“ einen „durch exotische Pflanzen bereicherten Garten“, der auch den veronesischen Maler Angelo Dall’Oca Bianca inspirierte.
Auf einer Seite des Sees befindet sich ein Chalet, das auf der Grundlage der Reiseerfahrungen von Ippolito Pindemonte konzipiert wurde. Dieser war als früherer Urlaubsgast von Jean-Jacques Rousseau Jean-Jacques Rousseau und dessen Freunden stark von französischen Prärie- und Quellenlandschaften beeinflusst.

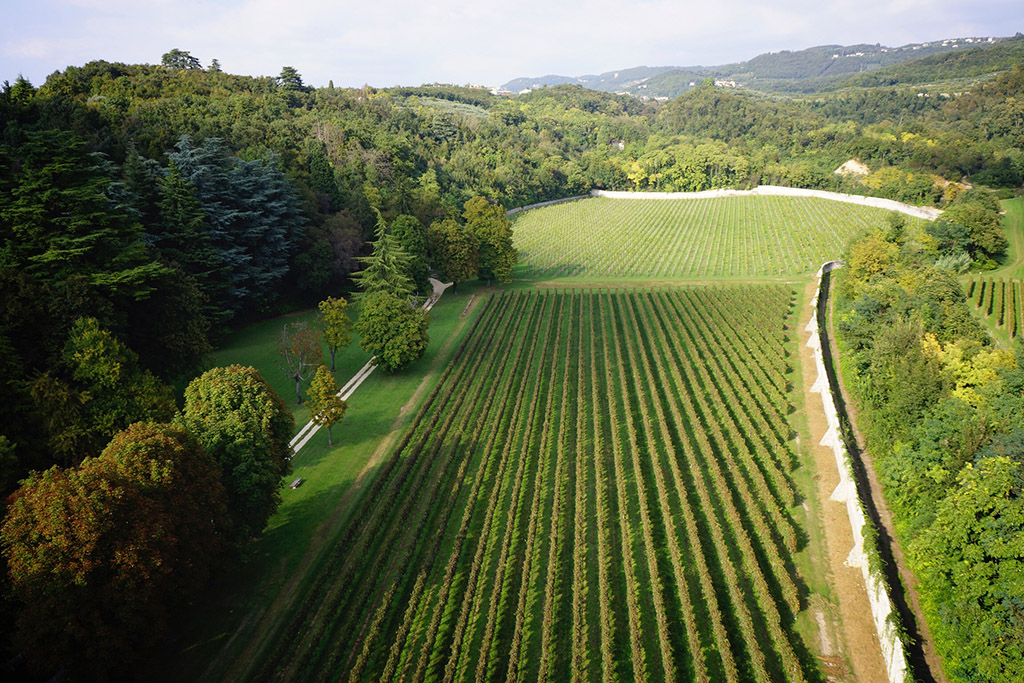
Die 1500er zweiundzwanzig Hektar Amarone Classico Weinberg

Am Nachmittag diente das Chalet als Rückzugsort zum Lesen, während es am Abend für Brettspiele, zum Beispiel Schach genutzt wurde. Ferner war es für die Harfenkonzerte der Töchter der Gräfin vorgesehen. Im Park gibt es auch einen Eisschrank, der ebenfalls im späten achtzehnten Jahrhundert gebaut, und bis in die erste Hälfte des letzten Jahrhunderts genutzt wurde.
Im Inneren des Gartens befinden sich heute noch Statuen und Stühle sowie ein kleiner Springbrunnen. Die große, von einer Mauer umgebene Fläche hinter der Villa umschließt nicht nur den Garten, sondern auch den zugehörigen Weinberg. Dies soll dem Landschaftskomplex den Charakter eines Landschaftsgartens verleihen. Ein Zaun mit Tor, unterbrochen von Quadersteinen mit Höckern und dekorativen Vasen, umschließt den Ehrenhof vor der Villa und begrenzt den Vorgarten. Dieser hat einen regelmäßigen Grundriss mit einem zentralen, kreisförmigen Blumenbeet mit Teich, welches nicht nur ästhetische Zwecke erfüllt, sondern auch die Zufahrt zur Villa regelt. Aufgrund seines historischen und ökologischen Wertes gehört der Park der Villa Mosconi Bertani zu den achtzig Parks auf der Liste der Großen Italienischen Gärten.

## Villa und Ippolito Pindemonte

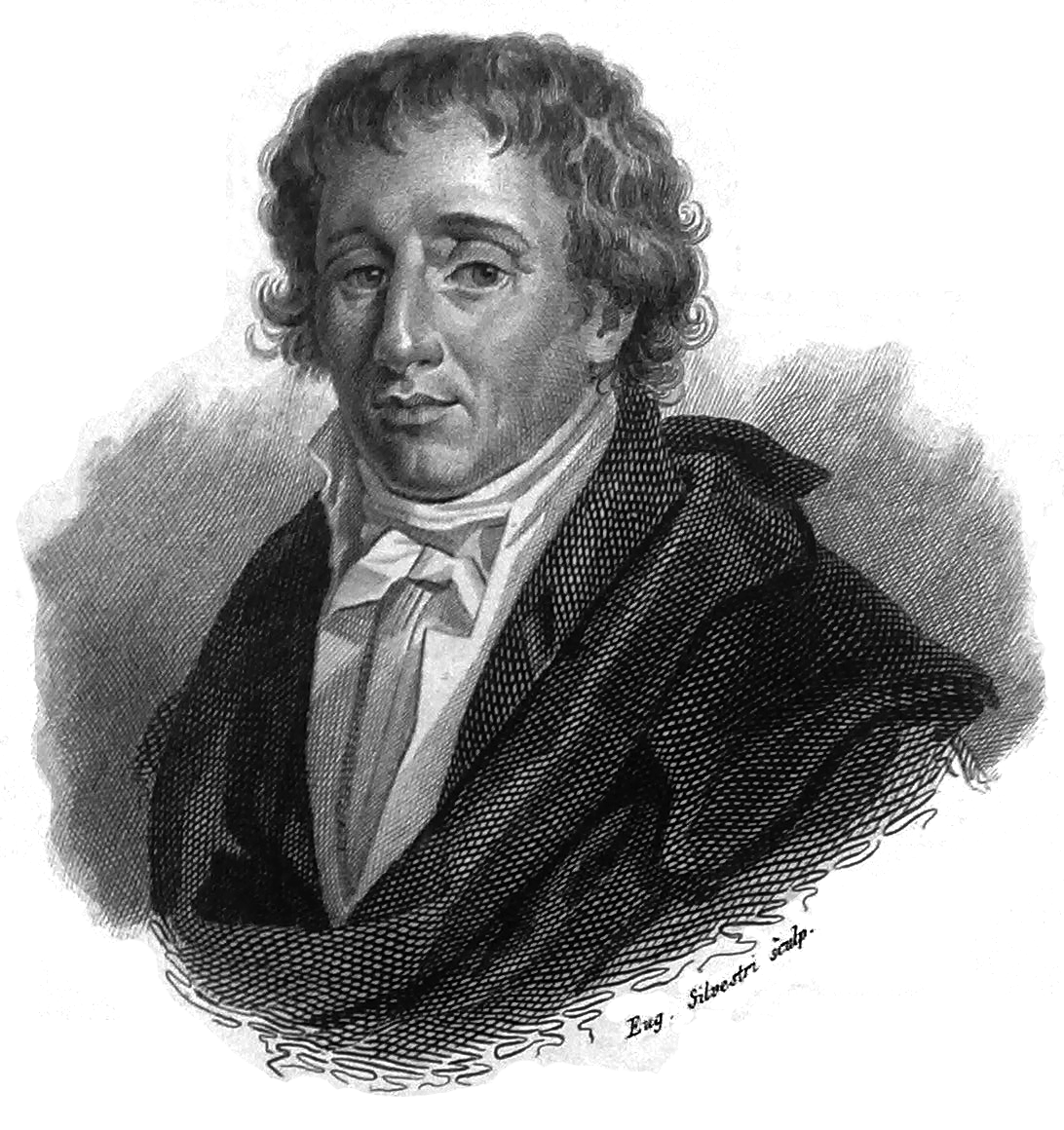
Der Dramatiker und prominente Intellektuelle Ippolito Pindemonte

Der Dramaturg Ippolito Pindemonte lebte zehn Jahre lang als Gast der Gräfin Elisabetta Mosconi in der Villa. In einem seiner "Briefe in Versen", die er 1800 an Gräfin Mosconi schrieb, sagte er folgendes über das Haus:
“Nell'ameno tuo Novare io vivea teco, Elisa gentil, giorni felici”.
Ein angenehmer Ort, auch dank der Anwesenheit des Gartens, von dem Pindemonte schreibt:
“Io vidi l’ombre del tuo giardin che mi parean più belle…”

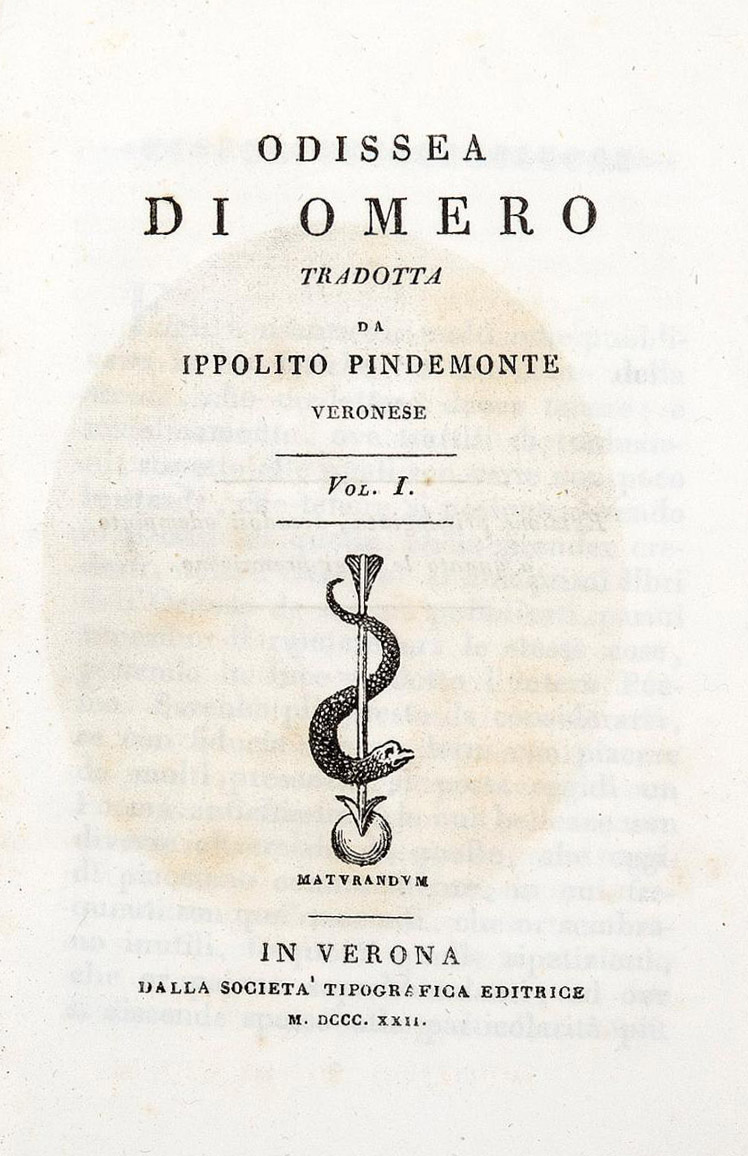
Homer Odyssey - Übersetzung von - Ippolito Pindemonte

Aber die Motive, welche Pindemonte von 1797 bis zum Tod der Gräfin 1807 dazu brachten, dauerhaft im Novare-Tal zu bleiben, waren nicht nur kulturell bedingt. Die Ortschaft Negrar war für den Autor nicht nur reiner Ferienort. Zwischen Ippolito und Elisabetta – sagt Messedaglia – gab es einen „Zustand der Zärtlichkeit“, und es ist der Dichter selbst, der diesen in einem Brief aus dem Jahr 1800 an die Gräfin offenbart:

“E pur settembre sedea sulla collina, amabil mese,
allor che Febo dall'etereo calle men caldo vibra e più gradito il raggio:come spogliata di que' raicocenti, cui troppo arsi una volta, in questo,Elisa, vago settembre tuo mi sei più cara.”

Hinzu kommen der Weinbau und die Herstellung von Weinen, die von Pindemonte stets mit unverhohlener Bewunderung erwähnt werden:

“ma lo sguardo io con più duolo ancor volsi a que’ vasti nobili tini, che nel sen di quercia stavan già per accor quelle vendemmie.”

Während seines Aufenthalts vervollständigte Pindemonte auch seine Übersetzung von Homers Odyssee.
Vermutlich im Juni 1806 traf Ugo Foscolo in der Villa auf Pindemonte und die erste Idee der Carme Dei sepolcri entstand auf Grundlage ihrer Gespräche. Foscolo schrieb Carme Dei sepolcri zwischen August 1806 und April 1807, welches im selben Jahr in Brescia vom Verleger Niccolò Bettoni veröffentlicht. Pindemonte antwortete, indem er ein gleichnamiges Lied in Anlehnung an Foscolos Werk verfasste. Der Verleger Gamberetti aus Verona veröffentlichte 1807 beide „Briefe“ unter dem Titel „I Sepolcri - versi di Ugo Foscolo e d’Ippolito Pindemonte“. Ein Teil der Version von Pindemonte lautet:
Prospetti vaghi, inaspettati incontri,
bei sentieri, antri freschi opachi seggi,
lente acque e mute all'erba e ai fiori in mezzo,
precipitanti da' alto acque tonanti,
dirupi di sublime orror dipinti…

## Weinbau und Weingut

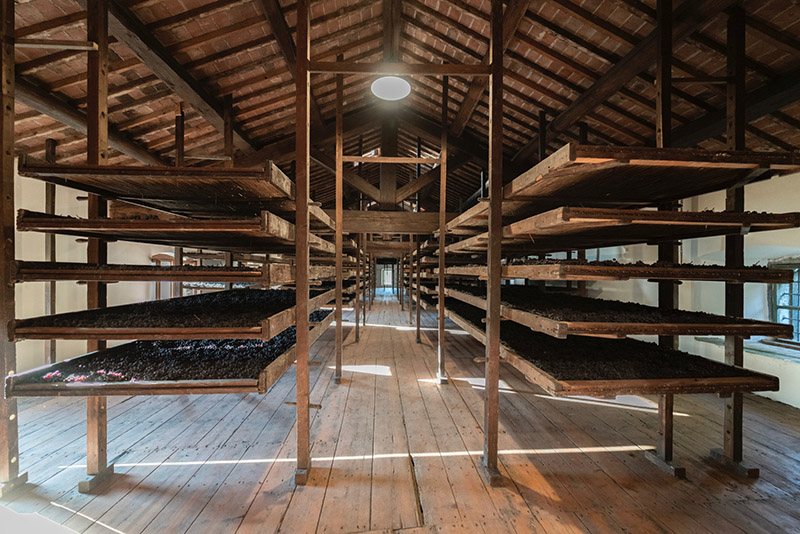
Amarone-Trauben-Trockentische. Photo von Tenuta Santa Maria di Gaetano Bertani

Die Villa befindet sich im Valpolicella-Tal, dem traditionellen Anbaugebiet von Valpolicella Classico DOC und Amarone Classico DOCG. Der große, kontinuierlich betriebene Weinkeller der Villa Mosconi ist einer der ältesten seiner Art in ganz Italien. Wahrscheinlich war das Tal bereits in römischer Zeit Schauplatz der Weinproduktion. Erste schriftliche Aufzeichnungen sprechen von einem Produktionskeller aus dem 10. Jahrhundert.
Die Weinproduktion erlebte während des Besitzes der Familie Mosconi am Ende des 18. Jahrhunderts eine bedeutende Expansion. Unter der Familie Trezza wurde im 19. Jahrhundert eine bedeutende Produktionskapazität erreicht. Als eines der größten italienischen Weingüter der damaligen Zeit, produzierte die Villa mehr als eine Million Flaschen und beschäftigte 26 Familien, wie das Fotobuch und der Bericht von M. Lotze belegen.

Diese Fotoreportage und ein beiliegender agronomischer Bericht sind von künstlerischer und historischer Bedeutung.

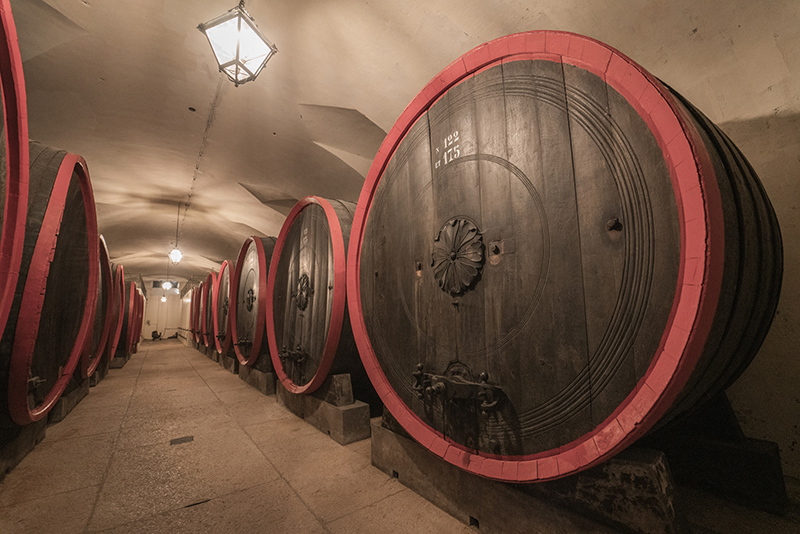
Weinfässer aus dem frühen 19. Jahrhundert. Photo by Tenuta Santa Maria di Gaetano Bertani

 Es handelt sich um das einzige Dokument seiner Art in Verona, welches die erstmals auf dem Weingut der Villa umgesetzten Innovationen im Detail veranschaulicht. Bereits im 19. Jahrhundert rühmte sich die Produktion der Einführung der Methode des hochverdichteten Anbaus der Rebe "Guyot" und einer großen Spezialisierung des Kellers auf die Produktion und den Export von edlen Weinen. Der Bericht wurde um 1882 in Auftrag gegeben und wird noch heute von der Akademie für Landwirtschaft, Wissenschaft und Schrift in Verona aufbewahrt. Der Name "Amarone", der sich auf den typischen Wein des Valpolicella bezieht, wurde hier später im Jahre 1936 geprägt, als die Methode der Gärung der getrockneten Trauben eingeführt wurde, welche den Wein fein und trocken macht.
Seit 1953 hat sich das Weingut nach dem Erwerb durch die Familie Bertani weiterentwickelt. Seit Mitte 2012 beherbergt der Komplex das Weingut Santa Maria von Gaetano Bertani, welches die jahrhundertealte Weinbautradition der Familie mit der Herstellung von Valpolicella-Weinen wie dem Amarone Classico, fortsetzt.